# Hypena griseivitta
Hypena griseivitta är en fjärilsart som beskrevs av George Francis Hampson 1891. Hypena griseivitta ingår i släktet Hypena och familjen nattflyn. Inga underarter finns listade i Catalogue of Life.